# Aguanile
«Aguanile» es una canción y sencillo de la dupla Willie Colón & Héctor Lavoe. Es la quinta canción del álbum El Juicio publicado en 1972.
La letra y composición fue realizada por Willie Colón junto a Héctor Lavoe, producida por Jerry Masucci y Willie Colón, Aguanilé es un tema relacionado con la santería que trae sonidos del África, la canción tiene un pequeño verso que es interpretada por Lavoe en griego, "Kyrie eleison", que significa "Señor ten Piedad", perteneciente al ordinario de la misa. En esta grabación se destacan los altos y bajos de Héctor Lavoe, el trombón de Willie Colón, los dinámicos golpes puntuados de conga de Milton Cardona y el solo de timbal de Louis Romero.
Por lo general la palabra Aguanile (originalmente escrita Agguanile) se utiliza en los cantos Yoruba en honor al Orisha Oggun. pero "AGUAN" significa Limpieza e "ILÉ" significa "Casa, templo o lugar consagrado para la realización del culto a los Orisha". La palabra "aguanile" viene de la cultura yoruba en Cuba y significa "limpieza espiritual para tu casa."

## Otras versiones
- Marc Anthony cantó esta canción como parte de la película El cantante.[3]
- Willie Colón canta esta canción en sus presentaciones como homenaje a Héctor Lavoe.
- Jennifer Lopez y Shakira bailaron una parte de la canción en el Espectáculo de medio tiempo del Super Bowl LIV.[4]

## Músicos
- Intérprete - Héctor Lavoe
- Segunda Voz - Willie Colón
- Coros - Justo Betancourt, Johnny Pacheco
- Flauta - Willie Colón
- Trombones - Willie Colón y Eric Matos
- Piano - Joe Torres
- Bajo - Santi González
- Bongo - José Mangual Jr.
- Conga - Milton Cardona
- Timbales - Louis Romero
- Percusión - Gene Golden